# Грб Вануатуа
Грб Вануатуа је званични хералдички симбол Републике Вануату.
Грб је усвојен 1980. године. 
Састоји се од меланезијског ратника иза којег се налази кљова дивље свиње. Испод њега је натпис „Long God yumi stanap“ (Стојимо с Богом).